# Ланфан, Пьер Шарль
Пьер Шарль Л’Анфан или Ланфан (фр. Pierre Charles L’Enfant, 2 августа 1754, Париж — 14 июня 1825, Принс-Джорджес, США) — американский инженер-строитель и архитектор французского происхождения. Разработал генеральный план города Вашингтон, столицы США.

## Биография
Третий ребёнок в семье живописца-баталиста Пьера Л’Анфана и Марии Шарлотты Люлье.
Прибыл в американские колонии в качестве военного инженера вместе с генералом Лафайетом. Довольно быстро американизировался, принял имя Питер. Был ранен во время осады Саванны в 1779 году. В дальнейшем служил в звании майора под командованием генерала Джорджа Вашингтона. За участие в военных действиях был принят в орден Цинцинната.
После войны приобрёл известность как архитектор, спроектировав Федерал-холл (первое здание) в Нью-Йорке. Затем принял участие в конкурсе по проектированию Федерального города (будущей столицы) на берегу реки Потомак и выиграл его. Проект был запущен в 1791 году.

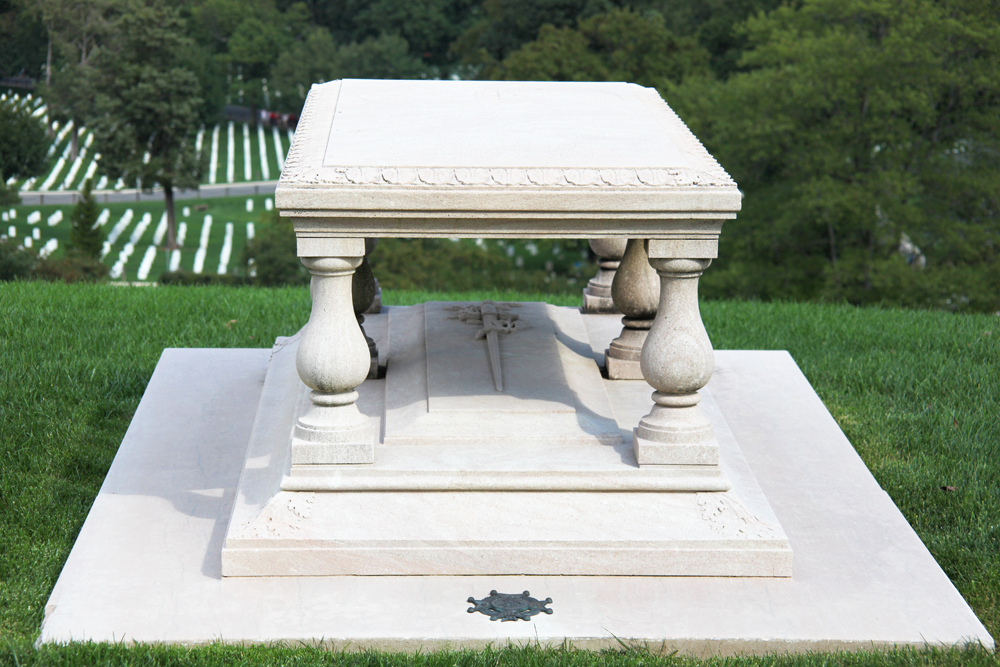
Могила Ланфана на Арлингтонском национальном кладбище

Проект Л’Анфана по застройке Федерального города (будущей столицы) при его жизни был реализован лишь частично. Из-за его вспыльчивого характера проект был отклонён, а он сам всю оставшуюся жизнь безуспешно пытался получить оплату за работу и умер в нищете. Был похоронен на ферме друга в округе Принс-Джорджес, штат Мэриленд.
В 1901 году комиссия Макмиллана вновь обратилась к его планам и использовала их в 1902 году при планировке Национальной аллеи в Вашингтоне. Это стало поводом к окончательному признанию его заслуг перед американским народом. В 1909 году его останки были перенесены в ротонду Капитолия, а затем перезахоронены на Арлингтонском кладбище (почесть, которая обычно оказывалась политикам и военнослужащим; он был первым гражданским лицом, не членом правительства, которое удостоилось такой чести; второй была Роза Паркс, борец за гражданские права, похороненная там же в 2005 году).
В честь Л’Анфана названа площадь в Вашингтоне и расположенная рядом станция метро.